# Tempeh

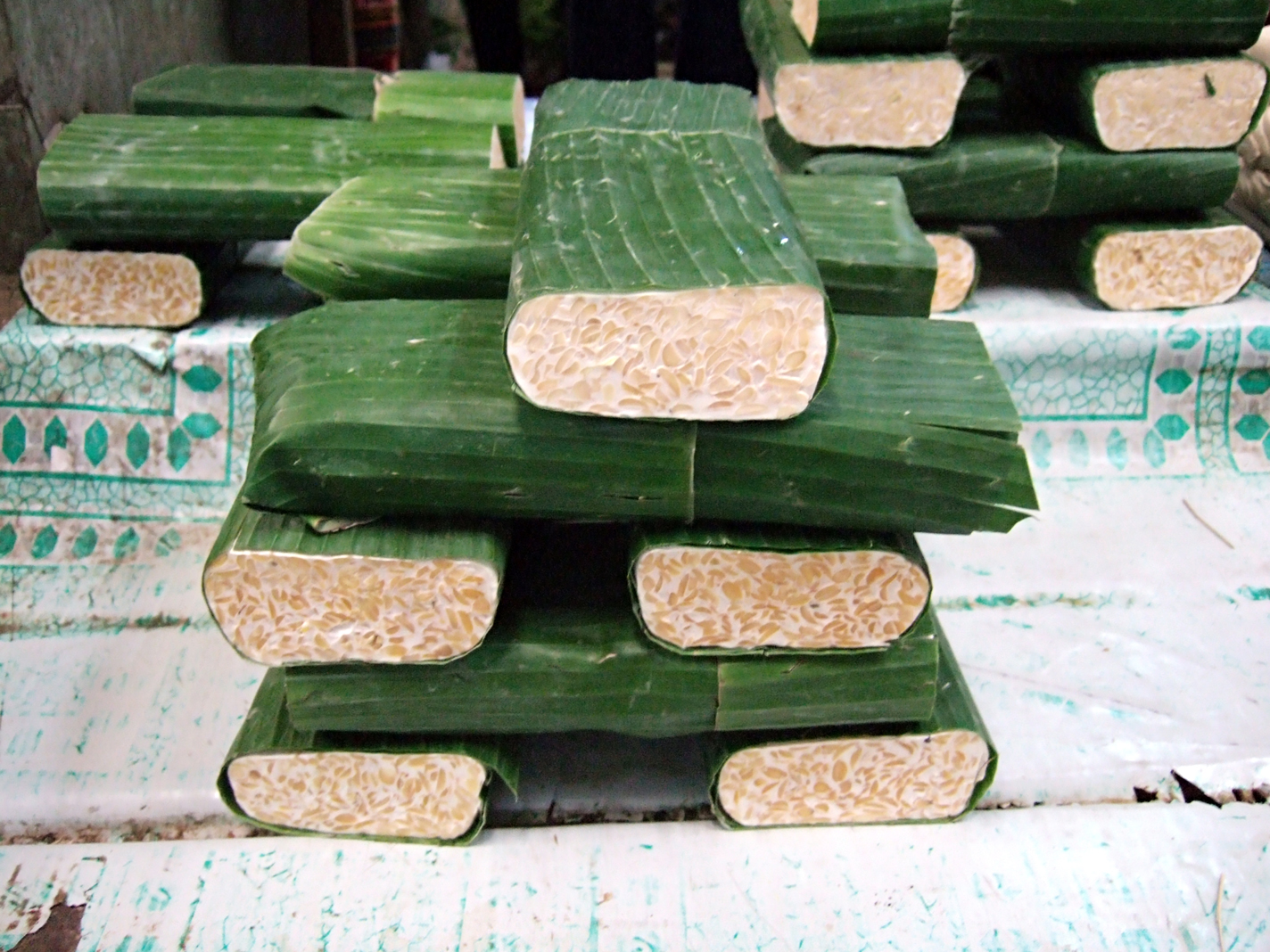
Tempeh fresco em um mercado de Jacarta, na Indonésia

O tempeh é um alimento fermentado tradicional da Indonésia, popular no sudeste do continente asiático e muito conhecido pela comunidade vegetariana no mundo todo. O tempeh é produzido a partir da fermentação de grãos de soja ou de outros grãos de leguminosas, como ervilha, feijão, ou grão-de-bico, com cepas do fungo filamentoso Rhizopus sp. Esse alimento confere alto teor proteico, e é mais comumente ingerido frito, cozido ou assado. Seu sabor depende diretamente dos grãos utilizados para sua produção.

## Processo de produção[2]
O processo de produção do tempeh se dá pela fermentação alcoólica de diferentes tipos de grãos de leguminosas. A associação de um, ou mais, tipos de grãos com o fungo filamentoso Rhizopus oligosporos, através do processo de fermentação, dá origem ao tempeh.
A metodologia de produção se dá por quatro passos principais:
1. Embeber do grão em água;
2. Ferver o grão;
3. Inocular o fungo Rhizopus oligosporos;
4. Incubar em temperatura ambiente.

A aparência física do tempeh depende da duração da fermentação, que é baseada na observação da textura adquirida pelos grãos durante a incubação. O tempo médio de fermentação segundo as técnicas indonésias é de 18 a 36 horas. A qualidade do tempeh pode ser identificada a partir do crescimento do micélio do Rhizopus oligosporos. Se o micélio cresce uniformemente na superfície do tempeh, pode-se dizer que o tempeh é de boa qualidade. Caso contrário, se o micélio estiver acumulado em certos pontos da superfície do grão, este é tido como um alimento de má qualidade. 